# Metoda strzałów
Metoda strzałów – metoda rozwiązywania zagadnienia brzegowego przez zastąpienie go zagadnieniem początkowym.
Zagadnienia brzegowego równania różniczkowego drugiego rzędu metoda przedstawia się następująco
{\displaystyle y''(t)=f(t,y(t),y'(t)),\quad y(t_{0})=y_{0},\quad y(t_{1})=y_{1}.}
Niech {\displaystyle y_{a}(t)} oznacza rozwiązanie problemu początkowego
{\displaystyle y''(t)=f(t,y(t),y'(t)),\quad y(t_{0})=y_{0},\quad y'(t_{0})=a.}
Zdefiniujmy funkcje {\displaystyle F(a)} jako różnicę między {\displaystyle y_{a}(t)} a ustaloną wartością brzegową {\displaystyle y_{1}}
{\displaystyle F(a)=y_{a}(t_{1})-y_{1}.}
Jeśli problem brzegowy ma rozwiązanie wtedy {\displaystyle F} ma pierwiastek, i pierwiastek ten jest wartością {\displaystyle y'(t_{0}),} która daje rozwiązanie {\displaystyle y(t)} problemu brzegowego.
Zwykłe metody znajdowania pierwiastków, takie jak metoda bisekcji, metoda Newtona mogą zostać użyte do znalezienia {\displaystyle a.}

## Ilustracja graficzna
Na poniższym rysunku widać, że rozwiązanie problemu początkowego dla dobrze dobranego parametru {\displaystyle a} jest w przybliżeniu równe rozwiązaniu problemu brzegowego.
Kolorowe linie to styczne funkcji {\displaystyle y_{a}(t)} w punkcie {\displaystyle (t_{0},y_{0})} dla różnych {\displaystyle a.}